# Rio Pardo Futebol Clube
O Rio Pardo Futebol Clube é um clube brasileiro de futebol, sediado na cidade de Iúna, no estado do Espírito Santo. Suas cores são vermelho e branco. 
Em 1992, o Rio Pardo ficou em sétimo lugar no Campeonato Brasileiro da Série C, sendo convidado pela CBF a disputar o Campeonato Brasileiro da Série B de 1993, mas devido à falta de recursos financeiros e ao cancelamento da Série B, não disputou. Sua melhor classificação no Campeonato Capixaba foi no anos de 1991 e 1996, ficando em quarto lugar.

## Participações em competições nacionais
Campeonato Brasileiro da Série C:
- 1992[1] - 7° lugar[2]